# Tomson Highway
Tomson Highway OC (Manitoba, 6 de dezembro de 1951) é um dramaturgo, romancista, escritor infantil e músico indígena canadense. Ele é mais conhecido por suas peças The Rez Sisters e Dry Lips Oughta Move to Kapuskasing, ambas as quais ganharam o Prêmio Dora Mavor Moore de Melhor Peça Nova e o Prêmio Floyd S. Chalmers.
Highway também publicou um romance, Kiss of the Fur Queen (1998), baseado nos eventos que levaram à morte de AIDS de seu irmão René Highway. Ele escreveu o libreto para a primeira ópera em língua cri, The Journey ou Pimooteewin.

## Biografia
Filho de Pelagie Cook e Joe Highway, um caçador de renas e campeão de corrida de trenós puxados por cães, Tomson Highway nasceu em 6 de dezembro de 1951 no noroeste de Manitoba. Cris é sua primeira língua e ele foi criado de acordo com a tradição Cri antes de ser enviado para uma escola residencial indígena. Ele é parente do ator/dramaturgo Billy Merasty.
Quando ele tinha seis anos, o pai de Tomson o matriculou voluntariamente na Guy Hill Indian Residential School. Até os quinze anos, ele só podia voltar para casa durante os meses de verão.
Algumas crianças que frequentaram escolas residenciais posteriormente relataram abuso. Highway disse que "nove dos anos mais felizes da minha vida passei naquela escola", creditando-a por lhe ensinar inglês e tocar piano. Ele disse que "há muitas pessoas muito bem-sucedidas hoje que estudaram nessas escolas e têm carreiras brilhantes e são pessoas muito funcionais, pessoas muito felizes como eu. Tenho uma carreira internacional próspera e isso não teria acontecido sem essa escola."
Ele obteve seu bacharel em música em 1975 e seu bacharel em inglês no ano de 1976, ambos pela Universidade de Western Ontario. Enquanto trabalhava para garantir a sua graduação, ele conheceu o dramaturgo James Reaney. Por sete anos, Highway trabalhou como assistente social nas reservas das Primeiras Nações em todo o Canadá. Ele também esteve envolvido na criação e organização de vários festivais de música e artes indígenas.
A partir dessas experiências, ele escreveu romances e peças que lhe renderam amplo reconhecimento em todo o Canadá e em todo o mundo.
Highway foi diretor artístico da Native Earth Performing Arts em Toronto de 1986 a 1992, bem como do grupo de teatro De-ba-jeh-mu-jig em Wikwemikong.
Frustrado com as dificuldades apresentadas pela produção de peças, Highway escreveu um romance chamado Kiss of the Fur Queen. O romance apresenta um retrato intransigente do abuso sexual de crianças nativas em escolas residenciais e suas consequências traumáticas. Kiss of the Fur Queen ganhou vários prêmios e passou várias semanas no topo das listas de best-sellers canadenses.
Em 2010, Highway republicou The Rez Sisters e Dry Lips Oughta Move to Kapuskasing em uma edição em língua cri. Highway disse que "as versões Cree [...] são na verdade as versões originais. Acontece que os originais que saíram 20 anos atrás eram a tradução."
Seu musical The (Post) Mistress estreou em 2009 como um cabaré intitulado Kisageetin. Foi desenvolvido como um musical completo, que desde então foi encenado em todo o Canadá nas versões em inglês e francês. Um álbum da trilha sonora do musical foi lançado em 2014; recebeu uma indicação ao Juno Award de Álbum Aborígine do Ano no Juno Awards de 2015.
Em 2022, Cree Country, um álbum de canções country originais em língua cri escritas por Highway e cantadas por sua frequente colaboradora Patricia Cano, foi lançado.
Highway divide seu tempo entre residências em Gatineau, Québec, na França e na Itália com seu companheiro de vida Raymond Lalonde.

## Prêmios e reconhecimento
A Highway recebeu nove diplomas honorários, da Universidade Brandon, da Universidade de Winnipeg, da Universidade de Western Ontario (Londres), da Universidade de Windsor, da Universidade Laurentian (Sudbury, Ontário), da Universidade Lakehead (Thunder Bay, Ontário), l' Universite de Montreal, Universidade de Manitoba e Universidade de Toronto. Além disso, ele possui dois "equivalentes" a tais honras: do The Royal Conservatory of Music em Toronto e da National Theatre School em Montreal.
Embora Highway seja considerado um dos dramaturgos mais importantes do Canadá, nos últimos anos, tanto os críticos de teatro quanto Highway notaram uma lacuna significativa entre sua reputação e a relativa raridade de suas peças serem produzidas por companhias de teatro. De acordo com Highway, os teatros freqüentemente enfrentam ou percebem dificuldades em encontrar um elenco adequado de atores das Primeiras Nações, mas relutam em arriscar escalar artistas não indígenas devido à sua sensibilidade ao serem acusados de apropriação cultural. Ele acredita que essas empresas simplesmente ignoram suas jogadas.
Em 2011, o diretor Ken Gass montou uma produção de The Rez Sisters no Toronto's Factory Theatre. Como parte de um projeto de pesquisa em andamento sobre os efeitos do elenco daltônico no teatro, ele encenou duas leituras da peça —  uma com um elenco exclusivamente das Primeiras Nações e outra com um elenco de atores daltônicos de várias origens raciais —  antes de montar uma produção de palco totalmente daltônica.
Seu livro de memórias Permanent Astonishment foi o vencedor do Prêmio Hilary Weston Writers' Trust de 2021 para não-ficção.
Highway participou das Conferências Massey de 2022.

## Obras publicadas

### Peças
- A Ridiculous Spectacle in One Act (em inglês). Rene Highway Collection: [s.n.] 1990 [1985]. OCLC 627046547
- 1986: New Song... New Dance (em inglês)
- 1987: Aria (em inglês)
- 1988: The Rez Sisters - primeiro produzido 1986; excursionou nacionalmente dois anos mais tarde (indicado ao Prêmio Governor General's; venceu o prêmio Dora Mavor Moore na categoria "Best New Play" de 1986-1987)
- 1989: Annie and the Old One (em inglês)
- 1989: The Sage, the Dancer, and The Fool (em inglês)
- 1989: Dry Lips Oughta Move to Kapuskasing (em inglês). Indicado ao Prêmio Governor General's; indicado por 7,[17] venceu 4 prêmios Dora Mavor Moore, entre elas na categoria "Best New Play"; venceu Floyd S. Chalmers Award)
- 1991: The Incredible Adventures of Mary Jane Mosquito (em inglês)
- 2000: Rose (em inglês)
- 2005: Ernestine Shuswap Gets Her Trout (em inglês)
- 2009: Kisageetin (em inglês)
- 2010: The Post Mistress (em inglês)
- 2010: Iskooniguni Iskweewuk - The Rez Sisters in its original version: Cree (em inglês)
- 2010: Paasteewitoon Kaapooskaysing Tageespichit - Dry Lips Oughta Move to Kapuskasing in its original version: Cree (em inglês)
- 2016: The Incredible Adventures of Mary Jane Mosquito (em inglês)

### Romances
- 1998: Kiss of the Fur Queen -  (finalista do "Chapters/Books in Canada First Novel Award" e do "Canadian Booksellers Association Fiction Book of the Year Award")

### Filmes
- Tomson Highway aparece no documentário de 2019, Chaakapesh, que descreve o processo pelo qual a Orquestra Sinfônica de Montreal apresentou uma ópera de câmara trilíngue (Innu, Cree, Inuktitut) chamada Chaakapesh, le périple du fripon, em 2018 (em inglês, francês e cri)

### Críticas
- 2003: Comparing Mythologies (em inglês)
- 2017: From Oral to Written: A Celebration of Indigenous Literature in Canada, 1980-2010 (em inglês)

### Livros infantis
- 2001:Caribou Song (em inglês) - (escolhido como um dos "Top 10 Livros Infantis" pelo jornal canadense The Globe and Mail)
- 2002: Dragonfly Kites (em inglês)
- 2003: Fox on the Ice (em inglês)

### Libretos
- 2008: Pimooteewin (em inglês)
- 2018: Chaakapesh: The Trickster's Quest (em inglês)

### Ensaios
- 2015: A Tale of Monstrous Extravagance: Imagining Multilingualism, com uma introdução de Christine Sokaymoh Frederick. Henry Kreisel Memorial Lecture Series (em inglês)

### Livro de memória
- 2021: Permanent Astonishment (em inglês)